# Job van Oostrum
Job van Oostrum (Utrecht, 2 maart 1954) is een voormalig Nederlands bobsleeër en sportpresentator.
Van Oostrum begon met bobsleeën op initiatief van televisiecommentator Frans Henrichs, die geen mensen kon vinden voor een Nederlands bobsleeteam. Hij nam de uitdaging aan en kreeg zijn opleiding in Duitsland. Samen met remmer John Drost nam piloot Van Oostrum deel aan de Olympische Winterspelen in 1984 in Sarajevo. De Nederlandse tweemansbob werd daar zestiende. In 1985 stopte hij.
Hij werd toen commentator bij het bobsleeën bij Studio Sport, op de radio voor Langs de Lijn en tevens bij Eurosport. 
Naast het bobsleeën was Van Oostrum actief als autocoureur en werkte hij in een garage in Loosdrecht. Tegenwoordig heeft hij met collega-bobsleeër Rob Geurts een fitnesscentrum.